# مؤسسه تحصیلات تکمیلی دوحه
مؤسسه تحصیلات تکمیلی دوحه یک نهاد آموزش عالی در دوحه است که در سال ۲۰۱۵ تأسیس شد. این مؤسسه یکی از طرح‌های مرکز عربی پژوهش و مطالعات سیاست است.